# Avena sterilis
Espèce
Avena sterilis, l'Avoine à grosses graines, est une plante herbacée de la famille des Poacées.

## Sous-espèce
Selon World Checklist of Selected Plant Families (WCSP) (26 août 2012) :
- sous-espèce Avena sterilis subsp. ludoviciana (Durieu) Gillet & Magne, Nouv. Fl. Franç. (1873)